# Neumonía organizativa criptogenética
La  neumonía  organizativa  criptogenética, también llamada neumonía organizada criptogenética y bronquiolitis obliterante con neumonia organizativa (BONO) es una enfermedad pulmonar poco frecuente de causa desconocida. Aunque recibe el nombre de neumonía no tiene relación con la neumonía de origen infeccioso ocasionada por bacterias o virus.

## Etiología
Es de causa desconocida, pero en ocasiones se asocia a otras enfermedades como la artritis reumatoide.

## Clínica
Los síntomas principales son tos persistente sin expectoración de varias semanas de evolución, fiebre no elevada, sensación de falta de aire (disnea), perdida de apetito y pérdida de peso.

## Diagnóstico
El diagnóstico se sospecha por los síntomas y pruebas de imagen como la radiografía y tomografía axial computarizada. Se confirma mediante la realización de una biopsia pulmonar. 

## Tratamiento
El tratamiento consiste en la administración de corticoides por vía oral. 